# Allianz-Partei

Logo der Allianz-Partei

Die Allianz-Partei (malaiisch Parti Perikatan, englisch Alliance Party)  war eine politische Koalition in der Föderation Malaya, einem Vorgängerstaat von Malaysia, und Vorgängerorganisation der Barisan Nasional, welche seit ihrer Gründung die Regierung Malaysias bildet. Sie war jene Koalition, die im August 1957 die Unabhängigkeit von Malaysia (vorher Malaya) von Großbritannien vorbereitete.

## Entstehung
Die Partei entwickelte sich aus einem Pakt zwischen der von Tunku Abdul Rahman geführten UMNO (United Malays National Organization) und der Malaysian Chinese Association (vorher Malayan Chinese Association, MCA). Ziel war es, 1952 im Großraum Kuala Lumpur unabhängige Wahlen abzuhalten. Die Alliance Party befand sich dabei im Wettbewerb mit der Independence of Malaya Party (IMP) und bei stritten sich um die geeignete Struktur für eine kommunal gespaltene Gesellschaft, wie sie Malaya damals darstellte. Die Parteien United Malays National Organisation und Malaysian Chinese Association gründeten eine Koalition, um einen Wahlsieg der Independence of Malaya Party in Kuala Lumpur im Februar 1952 zu verhindern. Im März 1953 wurde diese Zusammenarbeit von den Führungen der beiden Parteien bestätigt und auf Landesebene übertragen. Die Alliance wurde 1954 durch den Beitritt des Malaysian Indian Congress erweitert. 
Die Alliance forderte baldige Unabhängigkeit, nachdem der britische General Sir Gerald Templer die kommunistischen Rebellen zurückzudrängen begann und die erste „weiße Zone“ in Malakka einrichtete. Großbritannien machte für die Unabhängigkeit zur Bedingung, dass sich die ethnischen Gruppen der Malaien, Chinesen und Inder zu einer gemeinsamen politischen Organisation zusammenfänden.

## Weg in die Unabhängigkeit
Die Briten waren der Koalition gegenüber zunächst misstrauisch, waren sich aber der Tatsache bewusst, dass es keine bessere Alternative zu ihr gab; Sir Donald MacGillivray erreichte im Juli 1954 einen Kompromiss mit der Alliance über die Zusammensetzung des Bundesrates und setzte auf Verfassung bezogene Forderungen der Alliance 1954 von MacGillivray durch. 
Bei der Wahl 1955 erlangte die Alliance einen überwältigenden Sieg und bildete eine Regierung unter Abdul Rahman.
Bis Ende 1955 schien die Alliance alle Forderung der Briten erfüllt zu haben, die diese zu Voraussetzungen für die Unabhängigkeit machten: Überbrückung ethnischer Unterschiede, die Unterstützung der Wähler bei den Wahlen im Juni 1955, und Verweigerung von Zugeständnissen bei den Gesprächen mit Chin Peng im Dezember. Als 1955 die ersten bundesweiten Wahlen stattfanden, war der Pakt durch den Malaysian Indian Congress (Malayan Indian Congress, MIC) erweitert worden. Die Alliance Party gewann 51 von 52 Sitzen und erwies sich damit als legitimiert, die Unabhängigkeit Malayas von Großbritannien zu verhandeln. 
Im Januar und Februar 1956 nahm die britische Regierung den von der Alliance entworfenen Zeitplan für die Unabhängigkeit im Ende August 1957 an. Dafür akzeptierte die Alliance die Notwendigkeit der Präsenz der Briten auch nach der Unabhängigkeit für die Verteidigung und wirtschaftliche Entwicklung des Landes. In den nächsten 18 Monaten gab es Verhandlungen, in denen es um finanzielle Aspekte der Unabhängigkeit, Zusammenarbeit in der Verteidigung, das Gleichgewicht zwischen Privilegien für Malaien und Rechten für andere Bevölkerungsgruppen und zwischen der Autonomie der Bundesstaaten und der Zentralmacht in der Verfassung ging.
Die Partei blieb an der Macht, auch nachdem im September 1963 die erweiterte Koalition Federation of Malaysia gebildet wurde. Erst im Juni 1974 ging sie in der größeren Barisan Nasional auf, die auf dem gleichen politischen Modell beruht und deren Kernpartei sie bildet. Nachfolger der Alliance Party ist heute die Barisan Nasional, die am 1. Juni 1974 formal als politische Partei registriert worden ist.